# Алексеевское (Псковская область)
Алексе́евское — деревня в Локнянском районе Псковской области России. 
Входит в состав Самолуковской волости.
Расположена в 12 км к югу от райцентра Локня на автодороге на Великие Луки (Р51).
Южнее, у деревни Голенищево, находится Никольская церковь, в которой венчался полководец Михаил Илларионович Кутузов.

## Население
| 2000 | 2001 | 2002 | 2010 |
| ---- | ---- | ---- | ---- |
| 117  | →117 | ↘96  | ↘47  |

Численность населения деревни по оценке на начало 2001 года составляла 117 жителей.

## История
С января 1995 до апреля 2015 года деревня входила в состав ныне упразднённой Алексеевской волости.